# Sakramentar sv. Margarete
Sakramentar sv. Margarete' (lat. Sacramentarium sanctae Margaretae) je srednjovjekovna knjiga pisana na pergamentu na 110 listova veličine 18×22,5 cm, u 11. stoljeću. Napisan je za samostan Margarete de Hahót, kod Somogyvara, u Mađarskoj, a donsen je u Zagreb u vrijeme osnivanja Zagrebačke biskupije 1094. godine. Pisan je karolinom i beneventanom. U njoj su dijeovi misala koje čita svećenik. Pleternim inicijalima u crvenoj, plavoj i žutoj boji započinju veći blagdani. Velika slova pisana su crvenom bojom (minijem) i njime započinju dijelovi mise. Čuva se u Zagrebu, pod arhivskim brojem MR 126.